# The Fame Monster
The Fame Monster je tretji extended play pop pevke Lady Gaga. Izšel je 18. novembra leta 2009.

## Seznam pesmi
1. »Bad Romance« — 4:55
2. »Alejandro« — 4:35
3. »Monster« — 4:09
4. »Speechless« — 4:30
5. »Dance in the Dark« — 4:48
6. »Telephone« — 3:41
7. »So Happy I Could Die« — 3:55
8. »Teeth« — 3:40